# Selmaladera nitida
Selmaladera nitida är en skalbaggsart som beskrevs av Ernest Candèze 1861. Selmaladera nitida ingår i släktet Selmaladera och familjen Melolonthidae. Inga underarter finns listade i Catalogue of Life.